# Большие Харлуши
Больши́е Харлуши́ — село Кременкульского сельского поселения Сосновского района Челябинской области Российской Федерации.
В окрестностях села находятся коллективные сады челябинцев.

## География
Село находится на региональной автомобильной автодороге 75К-211 Челябинск — Альмеева.

## История
Старинное поселение, известное с XVIII в. в числе первых деревень, относящихся к ведомству Челябинской крепости. Называется по фамилии первопоселенца Харлушева. В архивных документах упоминается впервые в 1763 г. под названием Харлушево.
На старинных картах обозначалось при реке Миасс, по левую сторону от почтового тракта из Челябинска в Екатеринбург, в 27 верстах от города Челябинска
В 1866 г здесь имелась единоверческая церковь и раскольничий молитвенный дом, в 1900 г. работали 2 школы, 2 мельницы, 5 лавок. Была построена православная часовня. В 1926 г. открылся фельдшерский пункт и школа.
После Великой Отечественной войны в селе располагалось отделение совхоза, позднее АОЗТ «Митрофановский».
В 1968 году в состав села включена деревня Малые Харлуши.

## Демография
| 2002 | 2010 |
| ---- | ---- |
| 416  | ↗446 |

В 1795 г. в Харлушах насчитывалось 65 дворов и 342 жителей,
- в 1866 г. — 177 дворов и 992 жителей,
- в 1900 г. — 1010 жителей,
- в 1916 г. — 1429 жителей,
- в 1926 г. — 332 двора и 1457 жителей,
- в 1970 г. — 642 жителя,
- в 1983 г. — 483 жителя,
- в 1997 г. — 382 жителей
- Согласно последней переписи — 454 жителя.

## Достопримечательности
- Церковь в честь Покрова Пресвятой Богородицы построенная в 1863 году на деньги Оренбургского Казачьего войска, освященная 17 июля 1873 года. После Октябрьской революции, в 1930 году церковь была закрыта. В 2003 году полностью отреставрирована.